# Elbaswir
Elbaswir (łac. elbasvirum) –  wielofunkcyjny makrocykliczny organiczny związek chemiczny stosowany jako inhibitor proteazy serynowej NS5A w leczeniu wirusowego zapalenia wątroby wywołanego przez wirusa HCV, w połączeniu z grazoprewirem.

## Mechanizm działania
Elbaswir jest kowalentnym oraz odwracalnym inhibitorem proteazy serynowej 5A kluczowego białka niezbędnego w replikacji wirusa zapalenia wątroby typu C.

## Zastosowanie
Elbaswir jest stosowany wyłącznie w połączeniu z grazoprewirem. 

### Unia Europejska
- przewlekłe wirusowe zapalenie wątroby typu C u dorosłych[4]

### Stany Zjednoczone
- elbaswir z grazoprewirem
  - przewlekłe wirusowe zapalenie wątroby, spowodowane przez wirus zapalenia wątroby typu C o genotypie 1, 2, 3, 4[5]
- elbaswir z grazoprewirem w połączeniu z rybawiryną
  - przewlekłe wirusowe zapalenie wątroby, spowodowane przez wirus zapalenia wątroby typu C o genotypie 1a u pacjentów dotychczas nieleczonych oraz leczonych schematem zawierającym peginterferon α oraz rybawirynę z substytucjami warunkujące oporność w pozycjach 28, 30, 31, oraz 93[5]
- przewlekłe wirusowe zapalenie wątroby, spowodowane przez wirus zapalenia wątroby typu C o genotypie 1a lub 1b u pacjentów dotychczas leczonych schematem zawierającym peginterferon α,  rybawirynę oraz inhibitory proteazy serynowej NS3/4A: boceprewir, symeprewir i telaprewir[5]
- przewlekłe wirusowe zapalenie wątroby, spowodowane przez wirus zapalenia wątroby typu C o genotypie 4 u pacjentów dotychczas leczonych schematem zawierającym peginterferon α oraz rybawirynę[5]

## Działania niepożądane
Elbaswir powoduje u ponad 10% pacjentów: ból brzucha oraz zmęczenie. 